# Mac OS 8
Mac OS 8 est le nom donné à la huitième révision majeure du système d'exploitation des ordinateurs Macintosh de la marque Apple. Pour la première fois il est nommé « Mac OS » (pour Macintosh Operating System), bien plus attrayant que les précédentes dénominations « Système » (ex. : Système 7). Apple ayant en effet décidé de rattraper les erreurs du Système 7 (à savoir : bugs à répétition avec les mises à jour 7.5, matériel non ou mal pris en charge, …) en faisant disparaître tout ce qui avait trait à son prédécesseur.
Quelques mois plus tard, une mise à jour majeure est lancée : Mac OS 8.1. Elle a pour but de prendre en charge le nouveau système de fichiers HFS+, qui succède au HFS, jugé inadapté. Mac OS 8.1 est la dernière version de Mac OS à tourner sur les processeurs Motorola 680x0.

## Principales nouveautés
Mac OS 8 se distingue par sa nouvelle interface graphique dite « Platinum » ; et la fameuse barre de réglages appelée « Control Strip » (arrivée avec le système 7.5), repliable sur elle-même qui permettait de modifier d'un clic les principaux paramètres systèmes. En cet été 1997, Mac OS 8 se voulait convivial. Le système faisait peau neuve. De nombreux programmes sont créés spécialement pour ce système dont la suite bureautique  ClarisWorks 4.0.
La version 8.5 apporte l'anti-crènelage, les barres de défilement à taille proportionnelle (activables dans le panneau « Apparence »), la version 3 de QuickTime, l'ajout du symbole €, l'outil de recherche Sherlock et une version réécrite d'AppleScript pour les Mac PowerPC. La mise à jour était disponible au prix de 99$. La mise à jour 8.5.1 fut disponible gratuitement et corrigea des bugs de la version précédente.
Mais Mac OS 8, c'est aussi la première version de système incluant dans sa version de base tous les outils de communication (TCP/IP, PPP) et applications (Microsoft Internet Explorer) nécessaires à la mise en réseau et à l'accès Internet.

## Historique des versions
- 26 juillet 1997 : Version 8.0 aux États-Unis
- 15 septembre 1997 : Mac OS 8.0 disponible en Europe
- 23 octobre 1997 : 2 millions d'exemplaires de Mac OS 8.0 vendus
- 19 janvier 1998 : Version 8.1 disponible aux États-Unis
- 4 mars 1998 : Version 8.1 disponible en Europe
- 17 octobre 1998 : Version 8.5
- 7 décembre 1998 : Version 8.5.1
- 10 mai 1999 : Version 8.6